# Дрангов, Борис
Борис Стоянов Дрангов (болг. Борис Дрангов; 15 марта 1872 года — 26 мая 1917 года) — болгарский военный деятель (полковник), военный теоретик и автор множества военно-научных статей и ряда монографий.
В 1891 году поступает в военное училище в Софии и оканчивает его в 1895 году. В качестве добровольца участвовал в Илинденском восстании. В 1907 году с отличием оканчивает российскую Академию Генштаба. Принимал участие в Первой, Второй Балканских войнах. Во время Первой мировой войны командовал 5-м македонским полком, 9-м пехотным полком, начальник школы подпоручиков в Скопье. Погиб в 1917 году на позициях своего полка у реки Черны, во время артобстрела неприятеля.
Современная военная наука Болгарии определяет Дрангова как первого военного теоретика тактики. В честь Дрангова в Болгарии названы три села и пик в Антарктиде.

## Биография

### Ранние годы и начало службы
Борис Дрангов родился 3 марта (15 марта по новому стилю) 1872 года в городе Ускюб в Македонии, входившей в состав Османской империи, в семье Стояна и Гургены Дранговых. Отец Стоян Дрангов был богатым торговцем древесиной. Борис окончил пять классов болгарского педагогического училища в своём родном городе с большим успехом. Затем Борис окончил болгарскую мужскую гимназию в Салониках.
В 1891 году Борис отправляется в Болгарию и поступает в Национальный военный институт в Софии. Приказом № 102 от 11 июля 1891 года он зачисляется в 1-ю юнкерскую роту. В 1894 году у Бориса происходит конфликт со строевым офицером и приказом № 63 от 10 июня старший кадет Дрангов был освобождён от учёбы, разжалован и отправлен в 3-й кавалерийский полк, расквартированный в Пловдиве. Несколько месяцев спустя приказом № 112 от 11 октября наказание Бориса было отменено и он смог продолжить образование в Военном училище в Софии.
1 января 1895 года Борис Дрангов становится офицером и производится в подпоручики. После этого он начинает свою службу в болгарской армии. Борис направляется в 3-й кавалерийский полк, в котором он уже находился несколько месяцев в 1894 году. 21 января 1895 года приказом № 3 Борис назначается младшим офицером в четвёртой сотне 2-го кавалерийского полка расквартированного в Ломе. 1 января 1899 года приказом № 2 Борису Дрангову было присвоено звание поручика.

### Илинденское восстание и дальнейшая служба

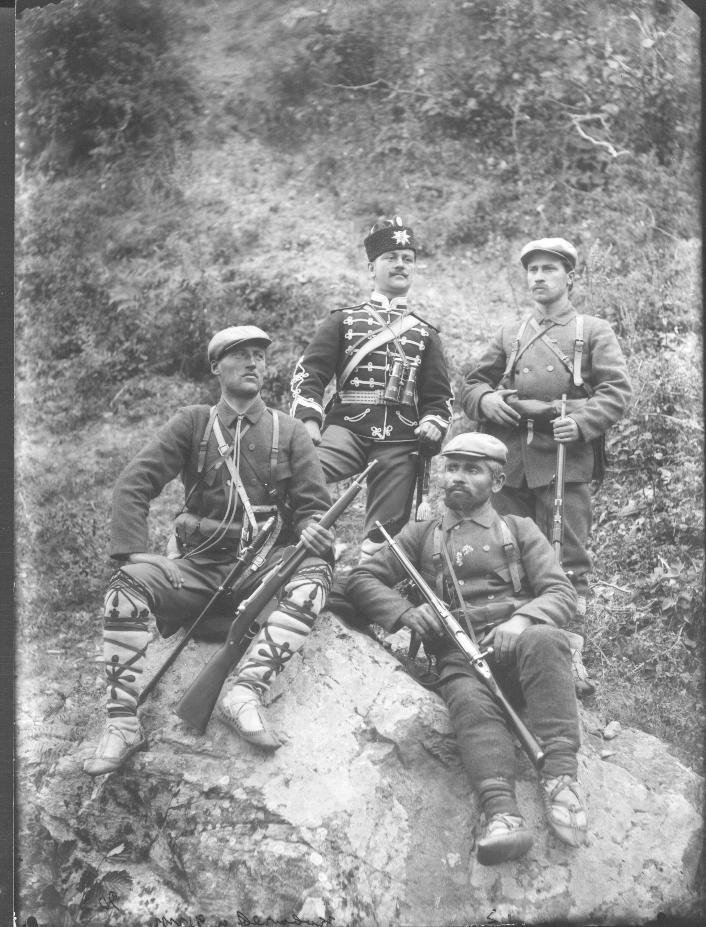
Борис Дрангов (крайний слева) во время Илинденского восстания

В 1903 году в Македонии вспыхнуло Илинденское восстание. Дрангов оставляет военную службу и добровольцем прибывает в Македонию и принимает участие в восстании. Совместно с другими офицерами Дрангов формирует отряд добровольцев численностью 120 человек, который действует в горах Кратово и Плавицы. 17 августа из Кюстендила он посылает письмо своей жене, в котором пишет:
В этот торжественный момент, я без колебаний поставил Родину выше, чем семью, её счастье выше нашего личного блага.
После подавления восстания Дрангов возвращается на службу в болгарскую армию. В 1904 году в звании поручика 2-го кавалерийского полка он был командирован для прохождения дальнейшей учёбы в Россию. Борис поступает в Российскую Академию Генерального штаба в Санкт-Петербурге. Во время своего обучения в России 3 января 1905 года Дрангов был произведён в капитаны. В 1907 году он с отличием оканчивает Академию Генштаба в Петербурге и возвращается в Болгарию.
После этого Борис был направлен для прохождения дальнейшей службы в 6-й пехотный полк. После этого был переведён в артиллерийский полк, в котором служил непродолжительное время, после чего был назначен преподавателем в школе подпоручиков в Княжево. Затем Борис был переведён в 10-й кавалерийский полк в Шумене и назначен командиром эскадрона. 4 сентября 1910 года Борис Дрангов получил очередное воинское звание майор и был назначен преподавателем тактики в Военном училище в Софии. В этот период Дрангов начал издавать свои публикации на военную тематику в основном в журнале «Народ и армия».

### Балканские войны
В 1912 году вспыхнула Первая Балканская война между Балканским союзом и Османской империей. После начала всеобщей мобилизации в Болгарии Борис был назначен начальником штаба 1-й пехотной бригады 1-й пехотной софийской дивизии. В составе бригады Дрангов участвует во многих боях: сражении при Гечкинли (22 октября 1912 года), в боях у Чаталджы (17 ноября 1912 года). Затем Борис Дрангов участвует в осаде крупной турецкой крепости Адрианополь.
Во время осады Адрианополя, будущий военный министр Никола Жеков отправил 28 декабря 1912 года Дрангову письмо, в котором писал:
Дорогой Дрангов! Спасибо за Ваше сердечное приветствие с берегов Мраморного моря и за пожелания скорейшего падения Адрианополя. Удар был настолько быстрым и неожиданным для противника, что превзошел наши ожидания.
После падения Адрианополя 13 марта 1913 года, Борис в вместе со своей бригадой принимает участие во взятии города Сюльоглу и захвате сёл Ескиполос и Петра. Во время штурма Сюльоглу он лично повёл батальон в атаку на турецкие позиции. За героизм, проявленный в этом бою, Дрангов был награждён медалью «За храбрость» IV степени.
После завершения Первой Балканской войны, между победителями возник спор о разделе отвоёванных у турок территорий в Македонии. Сербия, Греция и Болгария претендовали на эту территорию. В эти условиях сразу после окончания Первой Балканской войны, вспыхнула Вторая Балканская война, в которой Сербия, Греция и Черногория (к которым позже присоединились Румыния и Турция) выступили против Болгарии. В этой войне Борис сражался с сербскими войсками у пика Бубляк.

### Суд и дальнейшая служба
После окончания Балканских войн, Борис Дрангов пишет критическую статью под названием «Не наливайте новое вино в старые бутылки» о военном министре генерале Иване Фичеве и о инспекторе кавалерии генерале Александре Таневе. За эту статью, он был отдан под суд. Дело Дрангова стал рассматривать военный суд в Пловдиве 18 февраля 1914 года. 25 февраля военным судом Пловдива он был полностью оправдан, однако военная прокуратура подала апелляцию и дело Дрангова стал рассматривать главный военный суд в Софии.
16 апреля дело против майора Бориса Дрангова было возобновлено, его добровольными защитниками стали адвокат, доктор юридических наук Моллов и полковник Топалов. Военным судом Софии Борис был также оправдан. После этого Дрангов попал в немилость высшего армейского начальства. Продвижение по «карьерной лестнице» замедлилось, а сам он был отправлен служить в провинцию.
19 февраля 1915 года он получает звание подполковника. 2 сентября 1915 года приказом № 420 в болгарской армии была сформирована 11-я пехотная македонская дивизия — наследник Македонско-одринского ополчения. В составе дивизии имелись 6 пехотных и 1 артиллерийский полк. Подполковник Дрангов был назначен командиром одного из пехотных полков дивизии — 5-го македонского пехотного полка.

### Первая мировая война

#### Участие в сербской кампании
После вступления Болгарии в Первую мировую войну, Дрангов командовал 5-м македонским пехотным полком. Его полк практически полностью состоял из неподготовленных болгарских добровольцев из Македонии. За короткое время Борису удаётся подготовить своих бойцов и создать боеспособную единицу из своего полка. Дивизия, в которой служил Дрангов, во время наступления на Сербию, была включена в состав 2-й болгарской армии.
Полк Бориса участвовал в боях с сербскими войсками у Калиманци, Кочани и Штипа. 25 ноября 1915 года под личным руководством подполковника Дрангова подразделения полка в ходе ночной атаки захватили деревню Градец. После отступления сербской армии в Албанию, активные боевые действия в Македонии завершились. После окончания операции против Сербии в феврале 1916 года 5-й македонский полк был расположен к востоку от города Петрич, в селе Покровник. В период нахождения полка в селе был создан мемориальный фонтан в честь погибших в боях солдат и офицеров 5-го македонского полка. В Покровнике полк располагался до марта 1916 года.

#### Начальник школы подпоручиков
Большое число убитых и раненых в боях офицеров, вынудило болгарское командование создать школу для подготовки подпоручиков в Скопье. 15 мая 1916 года подполковник Дрангов был назначен начальником школы подпоручиков в городе Скопье. Дрангов был вынужден покинуть ряды 5-го македонского полка и отправиться на новое место службы в своём родном городе.
17 мая школа была открыта и 1053 курсантов начали обучение. В ходе своей работы в школе, Дрангов имеет безупречную репутацию военного педагога благодаря своему красноречию, открытости, чистосердечности и положительному личному примеру, который он постоянно подавал своим курсантам. 17 сентября 1916 года 876 человек сдав экзамены были выпущены из школы в звании подпоручика. В школе прошли обучение многие будущие известные болгарские писатели, министры, генералы. Подпоручиками стали известные в будущем болгарские писатели и публицисты: Чудомир, Крум Кюлявков, Йордан Бадев. После того, как эти молодые офицеры были подготовлены и направлены в действующую армию, школа была расформирована.

#### Дальнейшее участие в войне и гибель
После того, как школа подпоручиков в Скопье была расформирована, 21 сентября 1916 года Дрангов назначается начальником штаба 1-й софийской пехотной дивизии. 1-я дивизия находилась на румынском фронте и сражалась против румынских войск в Добрудже. Подполковник Дрангов около шести месяцев в составе дивизии воевал в Добрудже.
После окончания активных боевых действий против румынской армии, подполковник Дрангов был переведён на Салоникский фронт и назначен командиром 9-го пловдивского пехотного полка 2-й пехотной дивизии. Позиции полка находились на высоте 1020 в районе реки Черны.
26 мая 1917 года с французских позиций начался артиллерийский обстрел позиций 9-го пловдивского полка. Несмотря на призывы младших офицеров отправиться в укрытие, подполковник Дрангов, стоя в полный рост, осматривал окопы, траншеи и блиндажи своего полка. Один из французских снарядов упал и разорвался рядом с Дранговым, сильно задев ногу и артерии. Несмотря на серьёзность ранения, Борис не потерял сознание и отказался от эвакуации в госпиталь. Однако вечером того же дня Дрангов скончался от потери крови.
Он был похоронен во дворе православного Свято-Димитриевского храма в Скопье, однако после войны сербские власти перенесли останки Дрангова на городское кладбище.

## Семья
Во время своей службы в Ломе Борис познакомился с Райной Денковой Поповой, которая была дочерью Денко Николова Попова. Денко Попов был как и Дрангов выходцем из Македонии (село Младо Нагоричане) и являлся болгарским четником. Находился в отряде воеводы Илио, участвовал в Сербо-черногорско-турецкой войне (1876). Во время русско-турецкой войны (1877—1878) Денко Попов воевал в отряде Иосифа Гурко в Софии. Помимо этого участвовал в Илинденском восстании в Македонии против османского владычества в 1903 году. В Первой Балканской войне принял участие как ополченец. Впоследствии дочь Денко Попова Райана Попова стала женой Бориса и у них родились 5 детей. Один из сыновей Бориса и Райаны, Кирил Дрангов стал известным деятелем ВМРО.

## Память

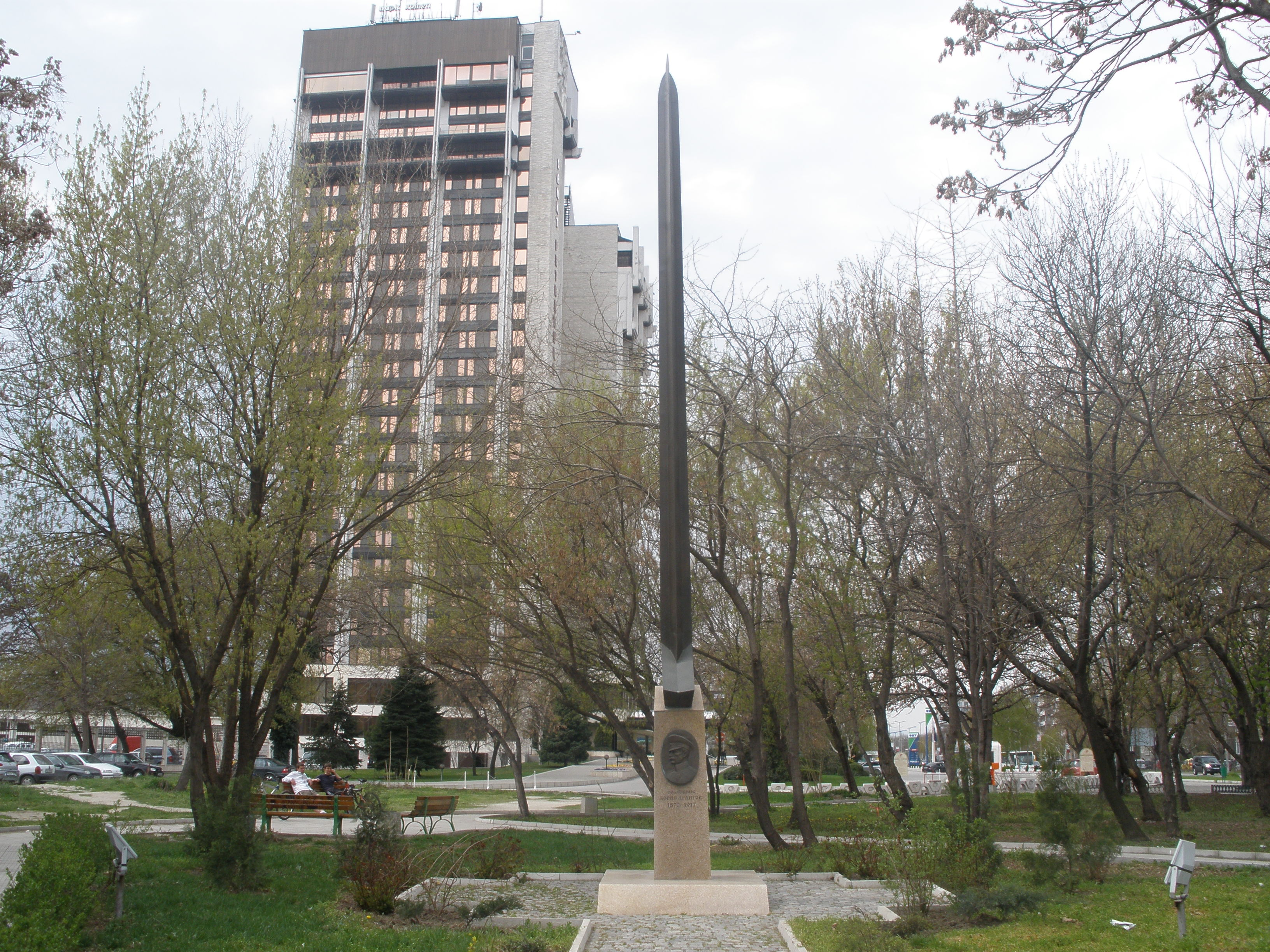
Памятник Борису Дрангову в Пловдиве

Борис Дрангов был посмертно произведен в полковники болгарской армии. Дрангов совмещал в себе качества храброго офицера и талантливого военного педагога. Современная военная наука Болгарии определяет Дрангова как первого военного теоретика тактики.
Известный болгарский писатель-юморист Чудомир, который был курсантом скопьевской школы подпоручиков, начальником которой был Дрангов, так отзывается о своём командире:
Как только он появился перед нами, мы сразу же были покорены им. Высокий, стройный, подтянутый, с голубыми глазами, прекрасный оратор. Великий педагог, который был для нас скорее отцом, чем начальником.
В честь Бориса Дрангова были названы три села в Болгарии: Дрангово (Благоевградская область), Дрангово (Кырджалийская область), Дрангово (Пловдивская область). Также в честь полковника был назван пик Дрангова на острове Гринвич в Антарктиде.
В 2007 году в Пловдиве на том месте где располагались казармы 9-го пехотного полка, в честь Дрангова был открыт памятник. Он был создан скульптором Атанасом Карадечевым и открыт 31 мая 2007 года. Памятник представляет собой штык из мрамора и металла высотой 9 метров. На могиле Бориса Дрангова в Скопье регулярно проводится торжественные мероприятия в присутствии посла Болгарии в республике Македония и местных македонских болгар.

## Звания
- С 1 января 1895 — подпоручик
- С 1 января 1899 — поручик
- С 3 января 1905 — капитан
- С 4 сентября 1910 — майор
- С 19 февраля 1915 — подполковник
- Посмертно — полковник

## Монографии
Борис Дрангов является автором следующих монографий:
- Борис Дрангов. Подробна програма за обучение на млади войници и редници. — Лом, 1898.
- Борис Дрангов. Юнаци, изпълнете клетвата. — Лом, 1901.
- Борис Дрангов. Тактика. — София, 1912.
- Борис Дрангов. Походът на Наполеон в Русия. — София, 1912.
- Борис Дрангов. Помни войната. — Скопье, 1916.
- Борис Дрангов. Психология на групата и коллектива. — 1940.

## Периодические издания
Борис Дрангов являлся автором многочисленных научно-военных статей в газетах и журналах: «Военен журнал», «Коллекция солдата», «Военные известия», «Солдат», «Военный голос», в газете «Подофицерская защита», «Свободное мнение», «Народ и армия», «Военная Болгария» и других.